# ...Very 'eavy ...very 'umble
...Very 'eavy ...very 'umble is het debuutalbum van de Britse hardrockband Uriah Heep.
De band heette oorspronkelijk Spice en bestond uit zanger David Byron, gitarist Mick Box, keyboardspeler Colin Wood, bassist Paul Newton en drummer Alex Napier. In 1970 is de naam veranderd in Uriah Heep. De drummer en keyboardspeler zijn in de loop van de opnames vervangen door Ken Hensley (keyboard) en Ollie Olsson (drums). Zowel de oude als de nieuwe muzikanten spelen mee op dit album. 
De band is op dit eerste album nog onzeker over haar muzikale koers, de nummers lopen uiteen van rock en blues tot folkrock. Vrijwel alle nummers zijn door de bandleden zelf geschreven, meest door David Byron en Mick Box. De enige cover is het liedje Come away Melinda, dat is geschreven door de folkmuzikanten Fred Hellerman en Fran Minkoff. Het liedje gaat over een klein meisje dat foto's vindt van haar moeder, die is omgekomen in de oorlog. Het is eerder uitgevoerd door onder anderen Harry Belafonte, Tim Rose en Judy Collins. Het bluesnummer Lucy blues staat wel op de Europese versie van dit album, maar is op de Amerikaanse persing vervangen door Bird of prey, dat ook op het tweede album Salisbury staat. Het album begint met het rocknummer Gypsy, dat tegenwoordig nog regelmatig door de band wordt gespeeld tijdens concerten. De nummers Dreammare, real turned on en I'll keep on trying geven al vast een voorproefje van het latere geluid van Uriah Heep met harde gitaar- en orgelsolo's en harmonieuze koortjes. 
Het album is geproduceerd door Gerry Bron voor Hit Record Production Limited. Het is opgenomen in de Landsdowne Studio's in Londen. Op de originele hoes staat het gezicht van zanger David Byron, grotendeels bedekt door spinnenwebben. Het album werd eerst uitgegeven op Vertigo Records, maar toen de band een contract tekende met Bronze Records, werden ook de oude albums daarheen overgebracht. In 1996 is een ge-remasterde cd uitgebracht met drie bonustracks, in 2003 verscheen een luxe versie van dit album met acht bonustracks. In 2016 is een dubbelalbum uitgebracht, ge-remastered door Andy Pearce, die eerder heeft gewerkt voor Lou Reed en Black Sabbath. Hierbij is een tweede disc gevoegd, met onder meer twaalf alternatieve, niet eerder verschenen versies onder de naam An alternate ...very `eavy ...very `umble. Bij dat album zijn uitgebreide toelichtingen geschreven door gitarist Mick Box en ex-toetsenist Ken Hensley. 

## Muzikanten
- David Byron – zang
- Ken Hensley – piano, orgel, mellotron, slide gitaar, zang (behalve op Come away Melinda en Wake up (Set your sights))
- Mick Box – elektrische en akoestische gitaar, zang
- Paul Newton – basgitaar, zang
- Ollie Olsson – drums, percussie (op Lucy blues en Dreammare)
- Alex Napier - drums (behalve  op Lucy blues en Dreammare)
- Colin Wood - keyboards (op Come away Melinda en Wake up (Set your sights))

## Muziek
| Nr. | Titel                                 | Duur |
| --- | ------------------------------------- | ---- |
| 1.  | Gypsy (Box/Byron)                     | 6:37 |
| 2.  | Walking in your shadow (Newton/Byron) | 4:31 |
| 3.  | Come away Melinda (Hellerman/Minkoff) | 3:46 |
| 4.  | Lucy blues (Box/Byron)                | 5:08 |

| Nr. | Titel                                 | Duur |
| --- | ------------------------------------- | ---- |
| 1.  | Dreammare (Newton)                    | 4:39 |
| 2.  | Real turned on (Box/Byron)            | 3:37 |
| 3.  | I'll keep on trying (Box/Byron)       | 5:24 |
| 4.  | Wake up (Set your sights) (Box/Byron) | 6:22 |

## Externe bron
All Music Guide